# Páleček
Páleček (Duits: Klein Paletsch of Kleinpaltz) is een Tsjechische plaats in de gemeente Klobuky in de regio Midden-Bohemen en maakt deel uit van het district Kladno.
Páleček telt 140 inwoners (2021).

## Geschiedenis
De eerste schriftelijke vermelding van Páleček dateert van 1352.
Sinds 1960 is Páleček onderdeel van de gemeente Klobuky.

## Voorzieningen
In het dorp staan een voormalig school- en voormalig supermarktgebouw.

## Bezienswaardigheden
- Monumentale Kerk van de Visitatie van de Maagd Maria;
- Dorpskapel.

## Galerij

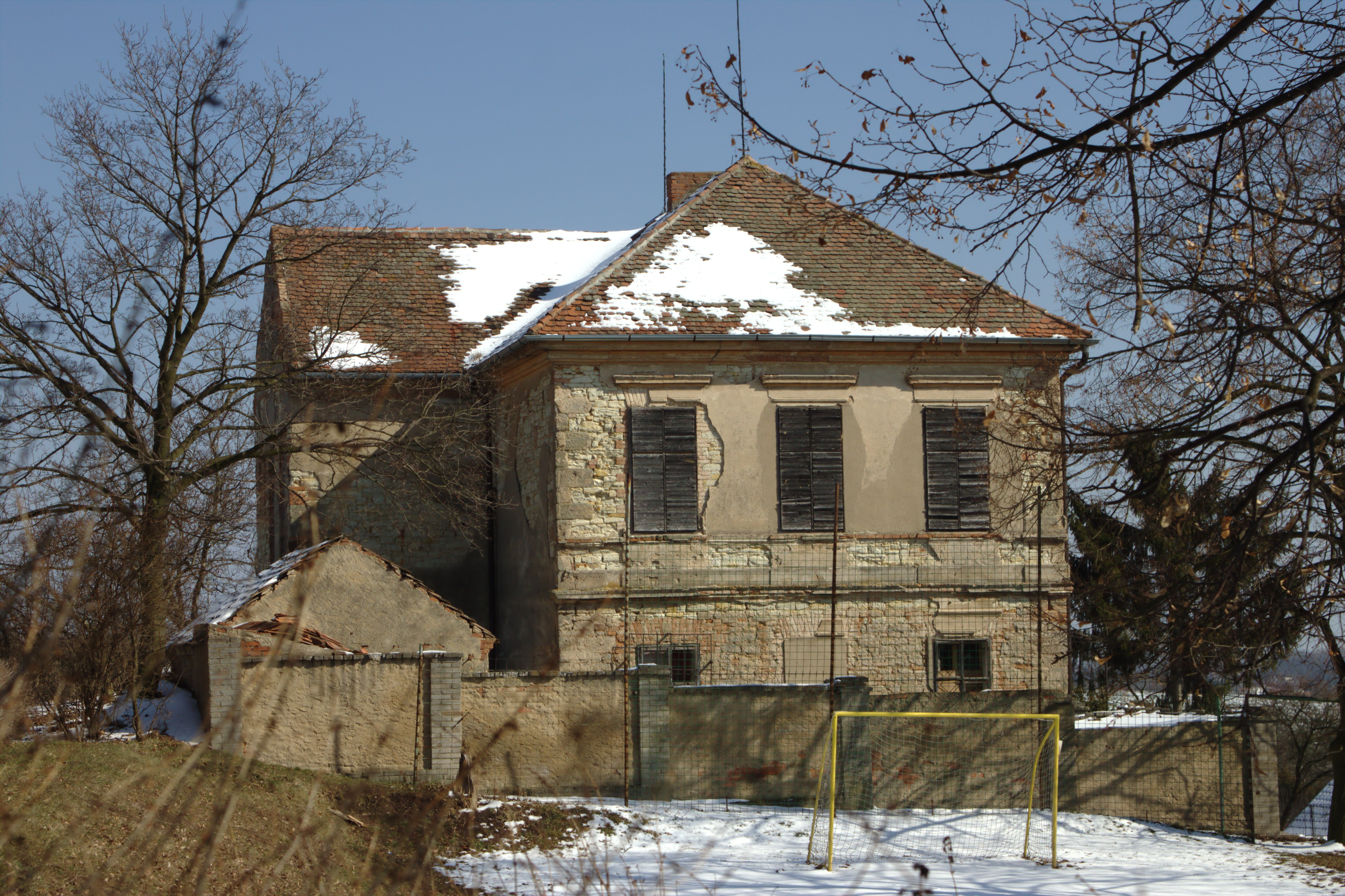
Voormalig schoolgebouw
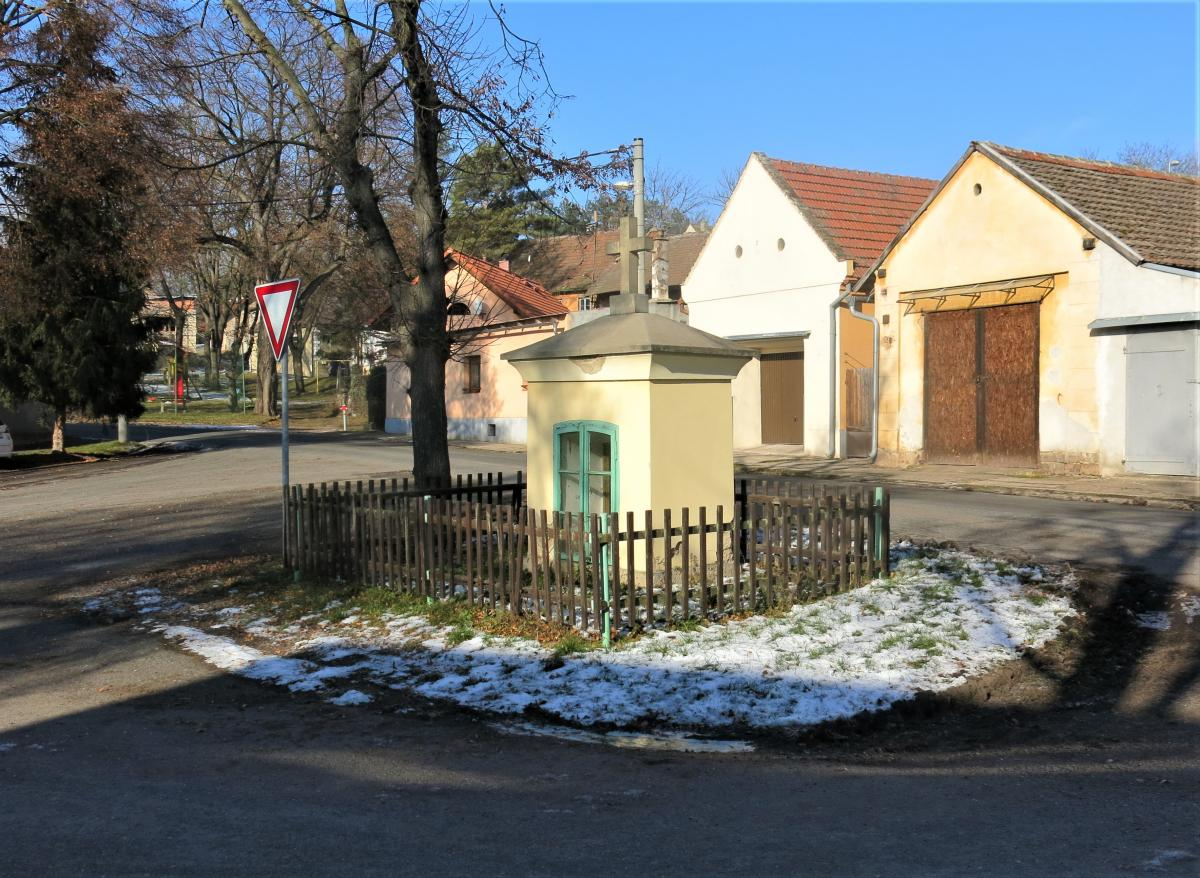
Dorpskapel
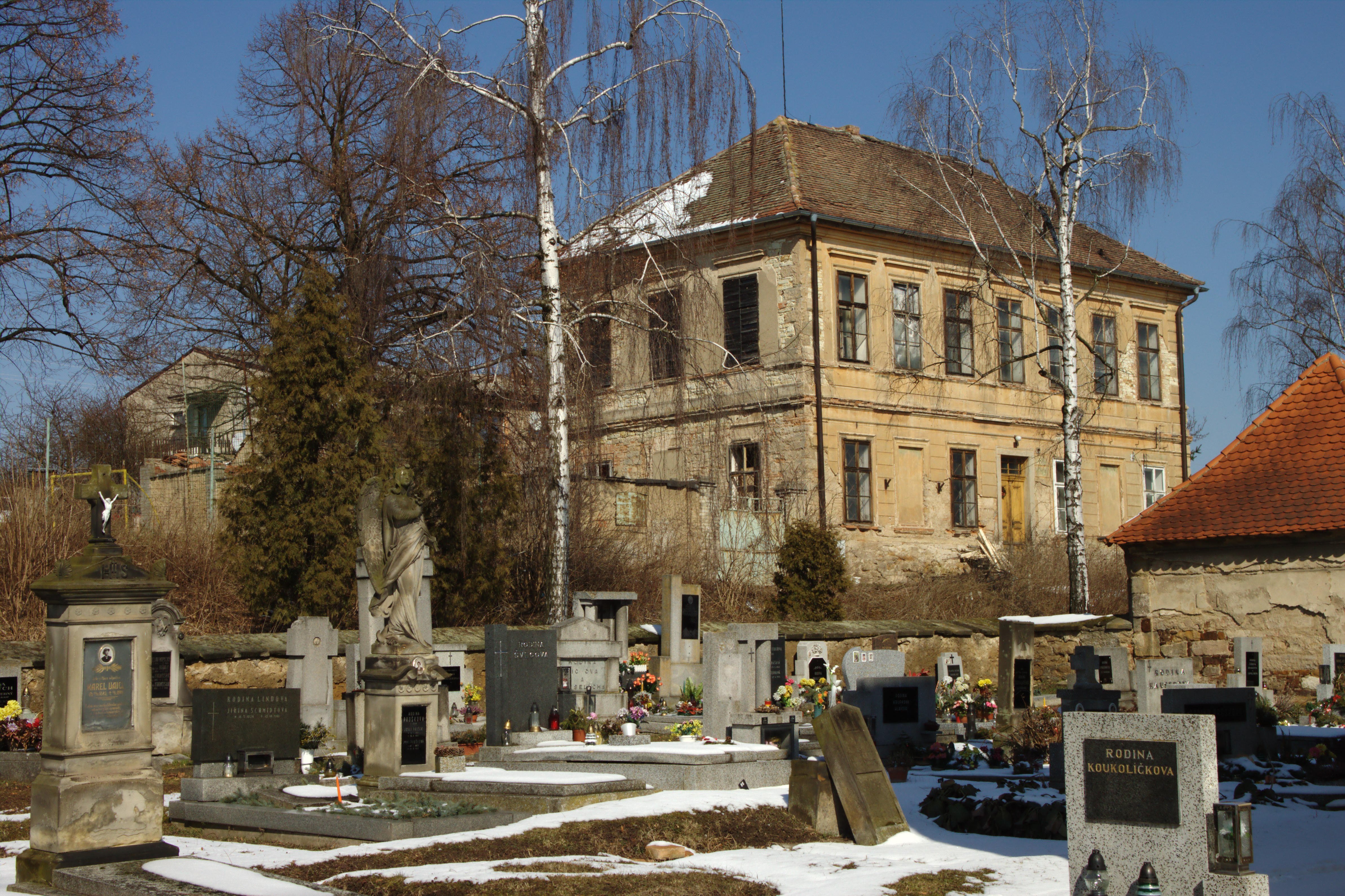
Begraafplaats en het voormalige schoolgebouw
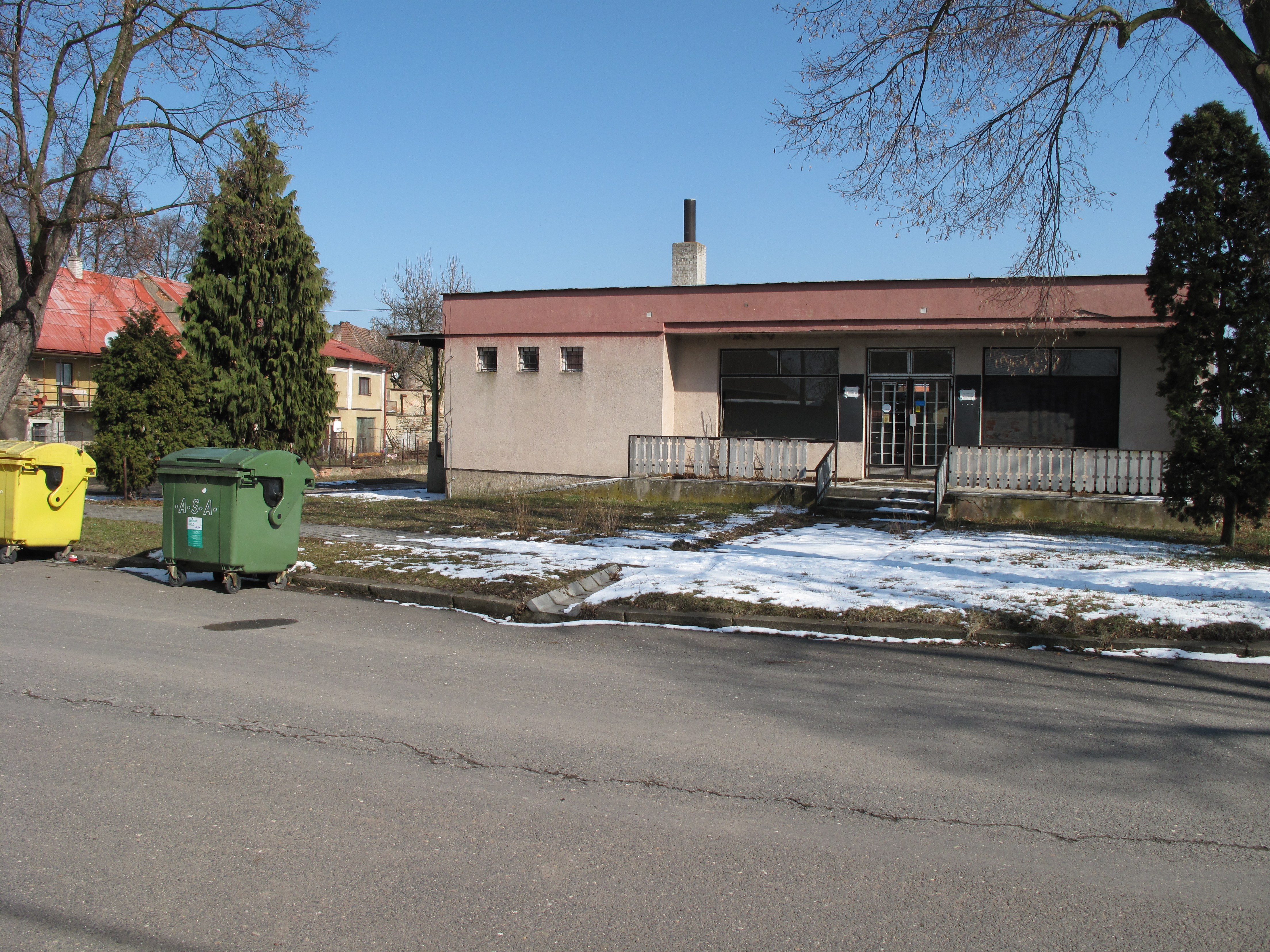
Voormalige supermarkt
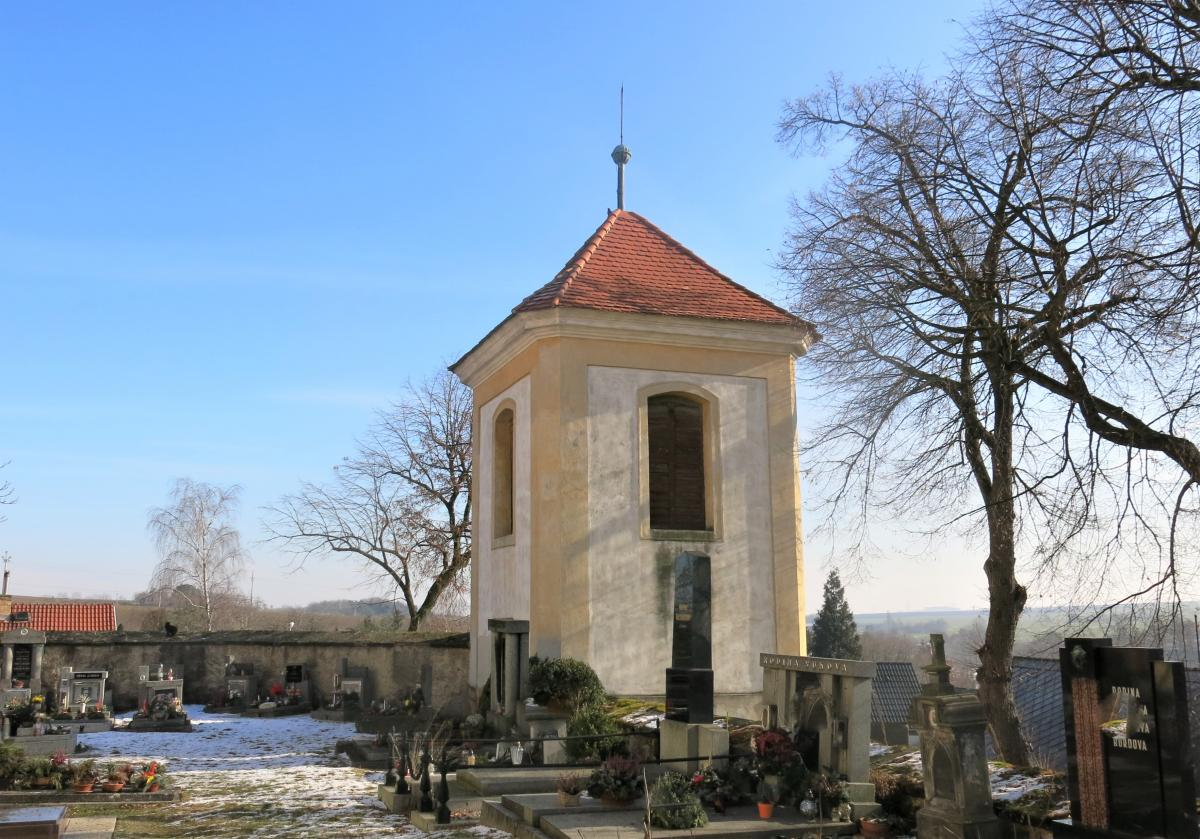
Klokkentoren op de begraafplaats
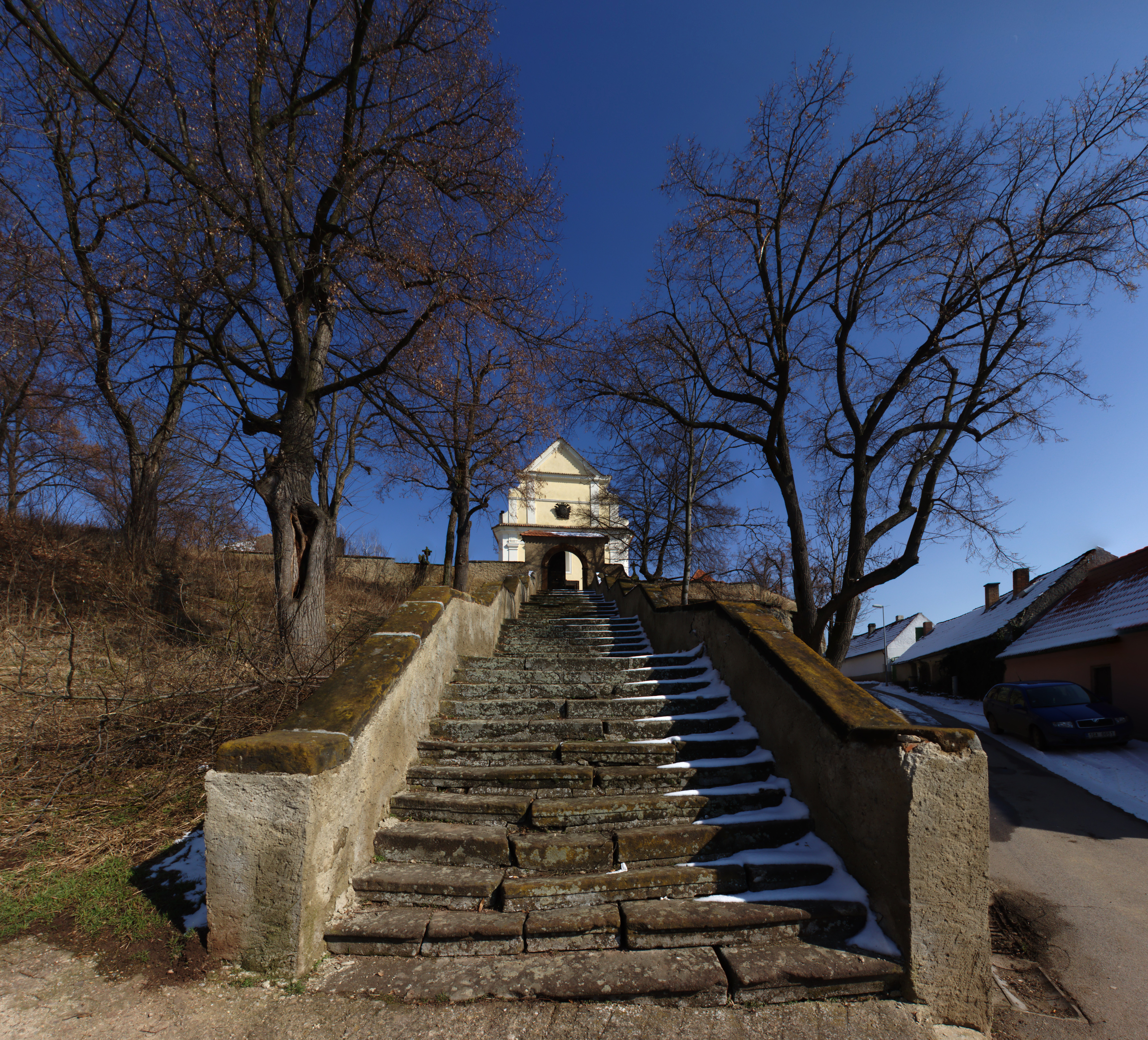
Opgang naar de kerk
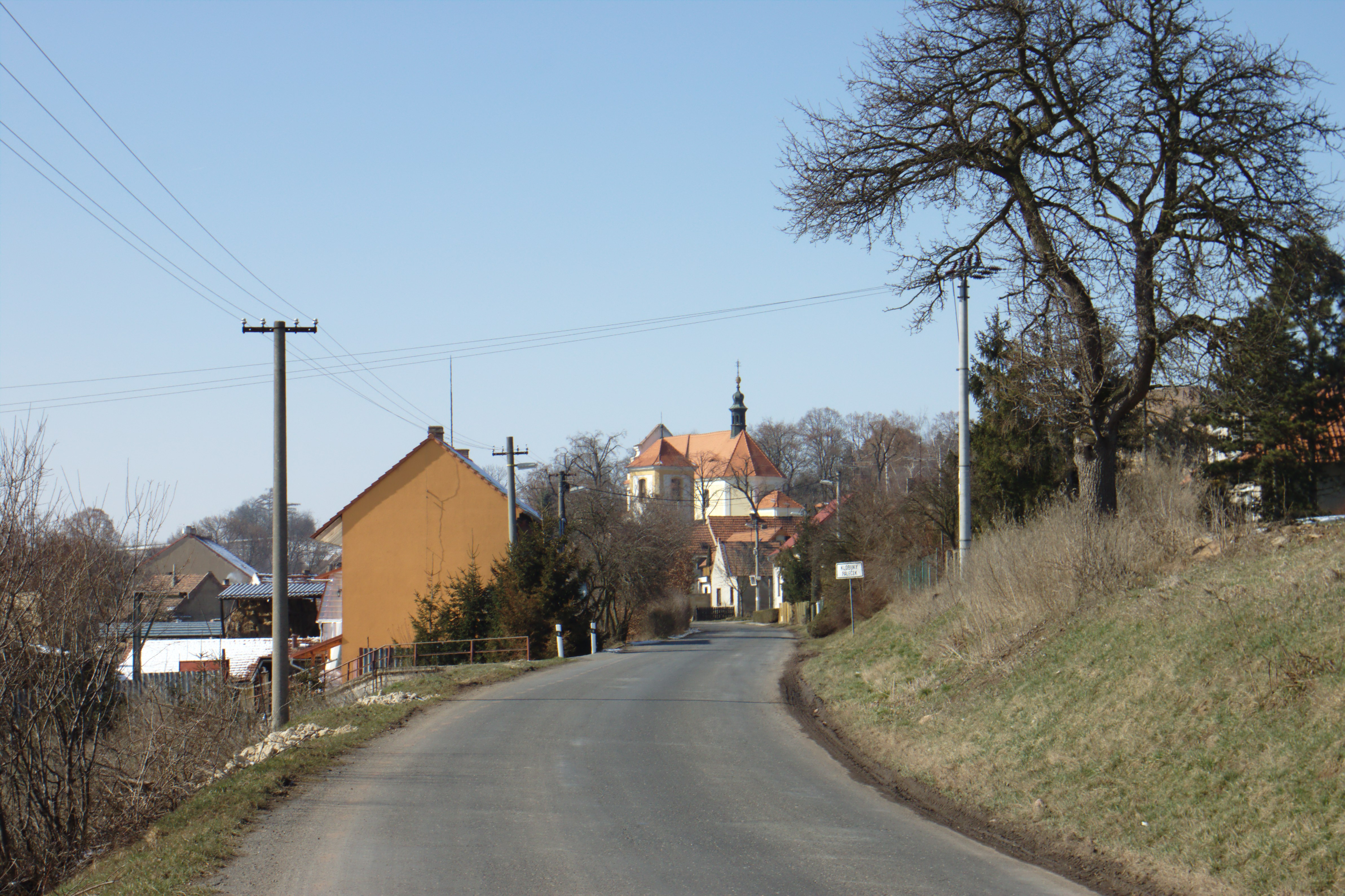
Straat in Páleček
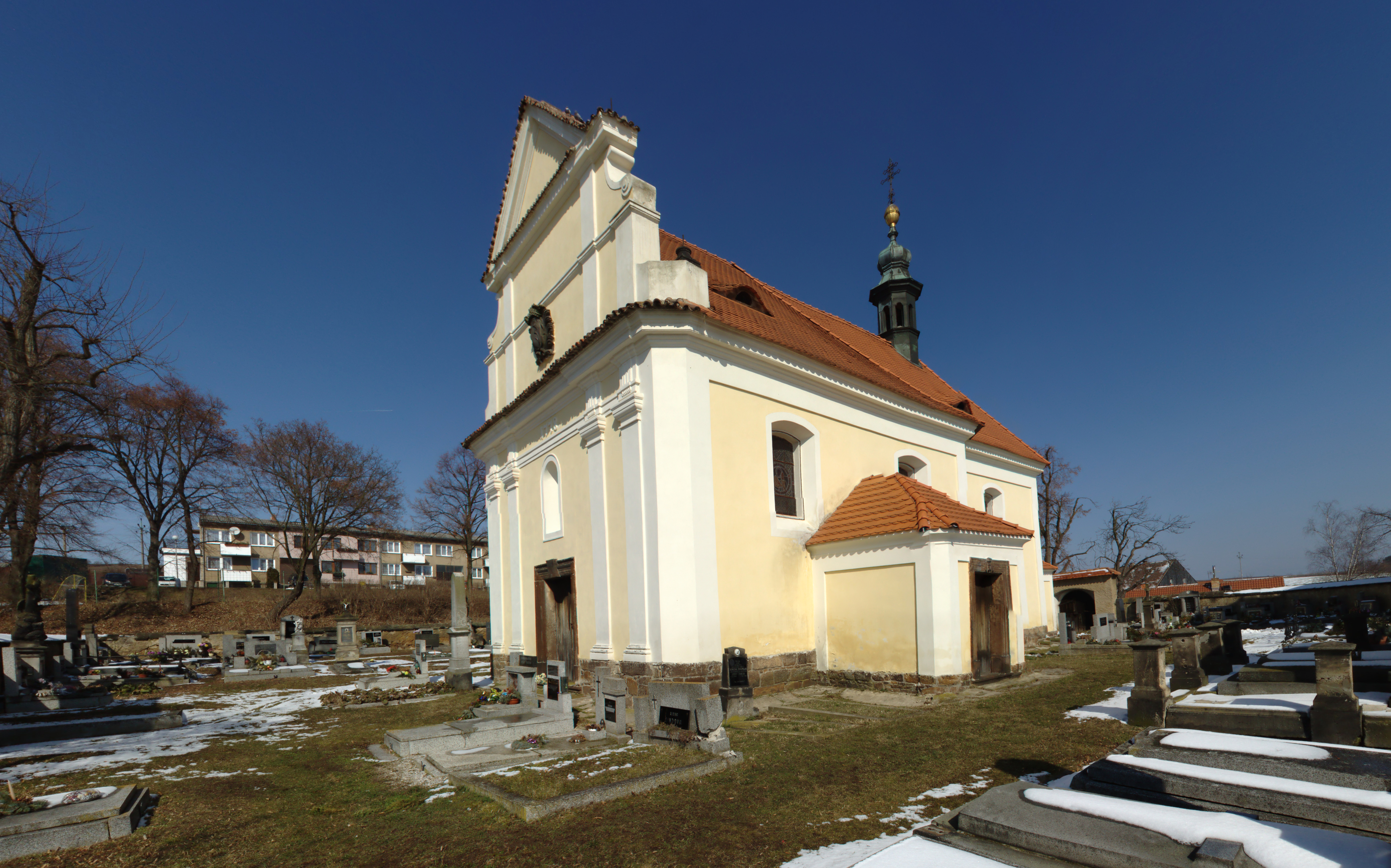
Kerk van de Visitatie van de Maagd Maria